# Niko Mindegía
Niko Mindegía Elizaga (* 19. Juli 1988 in Doneztebe/Santesteban, Navarra) ist ein spanischer Handballspieler, der zumeist auf Rückraum Mitte eingesetzt wird.

## Vereinskarriere
Der 1,84 m große und 87 kg schwere Rechtshänder begann seine Profikarriere 2005 bei Portland San Antonio in der spanischen Liga ASOBAL. International erreichte er mit der Mannschaft aus Pamplona in der EHF Champions League das Finale 2005/06, das Halbfinale 2006/07 sowie die Hauptrunde 2007/08 und 2008/09. Im Europapokal der Pokalsieger stand er im Halbfinale 2009/10 und 2010/11. Nach dem finanziellen Kollaps San Antonios wechselte er zu Naturhouse La Rioja, mit dem er im EHF Europa Pokal 2012/13 die Gruppenphase erreichte.
Ab 2013 lief Mindegía für den ungarischen Verein Pick Szeged auf. Mit den Magyaren gewann er 2014 den EHF Europa Pokal.
Im Sommer 2016 schloss er sich dem dänischen Erstligisten KIF Kolding København an.
Ab dem Sommer 2017 lief er für den französischen Verein Chambéry Savoie HB auf. Mit Chambéry Savoie gewann er 2019 den französischen Pokal.
Im Sommer 2019 wechselte er zum polnischen Erstligisten Wisła Płock. Mit Płock erreichte er 2020/21 und 2021/22 das Halbfinale der EHF European League. 2022, 2023 und 2024 gewann er den polnischen Pokal sowie 2024 die Meisterschaft. Nach der Saison 2023/2024 verlässt er Wisła Płock. Während seiner fünfjährigen Tätigkeit für die Polen erzielte Niko Mindegia insgesamt 414 Tore – 76 in der Europa League, 65 in der Champions League, elf im polnischen ORLEN-Pokal und 262 in der ORLEN Super League.
Zur Saison 2024/2025 wurde er von Fenix Toulouse Handball verpflichtet.

## Auswahlmannschaften
Mit der Jugendauswahl Spaniens, für die er ab April 2006 auflief, nahm er an der U-18-Europameisterschaft 2006 und der U-19-Weltmeisterschaft 2007 teil. In 37 Spielen für diese Auswahl warf er 107 Tore.
Am 26. Dezember 2007 wurde er erstmals für die spanische Juniorennationalmannschaft eingesetzt. Er lief für das Team bei der U-20-Europameisterschaft 2008 und der U-21-Weltmeisterschaft 2009 auf. In 40 Spielen erzielte er 151 Tore.
Mindegia debütierte in der A-Auswahl am 28. Dezember 2010 gegen Portugal und bestritt bis Januar 2016 insgesamt 23 Länderspiele, in denen er 31 Tore erzielte. Für die spanische Nationalmannschaft stand er im vorläufigen Kader für die Europameisterschaft 2014, wurde aber nicht ins endgültige Aufgebot berufen. An der Europameisterschaft 2016 nahm er teil.